# انتفاضة أغسطس
انتفاضة أغسطس (بالجورجية: აგვისტოს აჯანყება) هي انتفاضة غير ناجحة ضد الحكم السوفيتي في جمهورية جورجيا السوفيتية الاشتراكية، بدأت في آخر شهر أغسطس وانتهت في بداية سبتمبر عام 1924.
نشبت تلك الثورة بهدف استرداد استقلالية جورجيا من الاتحاد السوفيتي، وتزعمها مجلس استقلال جورجيا، وهو تكتل من المنظمات السياسية المعادية للسوفييت يتزعمه الحزب الديمقراطي الاشتراكي في جورجيا. مثلت تلك الثورة ذروة كفاح جورجيا الذي استمر لمدة ثلاثة أعوام ضد النظام البلشفي الذي أسسه الجيش الأحمر في جورجيا في حملة عسكرية ضد جمهورية جورجيا الديمقراطية في مستهل عام 1921.
أخمدت جيوش الجيش الأحمر وتشيكا تلك الثورة وأثاروا موجة من عمليات القمع أدت إلى مقتل عدة آلاف من الجورجيين، وذلك بناءً على أوامر البلشفيين الجورجيين جوزيف ستالين و سرجو أوردزونيكيدز. كانت انتفاضة أغسطس إحدى أهم وآخر الثورات ضد الحكم السوفيتي، وكان فشل تلك الثورة إيذانًا بترسيخ الحكم السوفيتي في جورجيا.

## خلفية
أعلن الجيش الأحمر أن جورجيا أصبحت جمهورية اشتراكية سوفيتية في 25 فبراير 1921 عندما فرض سيطرته على تبليسي عاصمة جورجيا وأجبر الحكومة الجورجية على الرحيل.
لم يحظَ الحكم السوفيتي الجديد بتأييد الشعب الجورجي بكل سهولة. ففي خلال أول ثلاث سنوات تلت احتلال روسيا لجورجيا، لم يتجاوز عدد الجورجيين المُنضمين للحزب السوفيتي 10,000 فرد، بينما حظي الحزب الديمقراطي الاشتراكي بشعبية كبيرة في جورجيا، إذ وصل عدد أعضاءه إلى 60,000 فرد. رغم أن جورجيا تمتعت بالاستقلال لفترة قصيرة (1918–1921)، إلا أن تلك الفترة كان لها دور حيوي في الصحوة القومية في جورجيا التي آلت إلى فوز حزب الديمقراطية الاشتراكي. أدى إجبار جورجيا على التحلي بالطابع السوفيتي، وشكوى جورجيا من إعادة ترسيم الحدود بينها وبين تركيا (انظر معاهدة قارص) وأذربيحان السوفيتية وأرمينيا السوفيتية وروسيا إلى معارضة واسعة لهذا النظام الحاكم الجديد. حظيت الحكومة البلشفية الجديدة (التي كان يتزعمها المجلس الثوري الجورجي) بتأييد ضعيف جدًا من جانب الجورجيين حتى أصبح نشوب حرب أهلية والتمرد ضد الحكومة أمرًا محتملًا. لم يشترك البلشفيون في أي روابط مع القرويين الجورجيين الذين امتعضوا بشدة من مبدأ الجماعية السوفيتي وأبدوا استياءهم من نقص الأراضي وعدة مشاكل اقتصادية أخرى. استفحلت الأوضاع في البلاد نتيجة المجاعة التي حلت بمناطق كثيرة في جورجيا وانتشار مرض الكوليرا في عام 1921 الذي قضى على حياة الآلاف من الناس. أدى نقص الطعام وانهيار الخدمات الصحية إلى وفاة العديد من الضحايا، من بينهم البطريرك الكاثوليكي ليونيد. أبدت الطبقة العاملة كذلك عداوتها لنظام الحكم الجديد مثلما فعلت النخبة المثقفة وطبقة النبلاء الذين أقسموا ولائهم لجمهورية جورجيا الديمقراطية. أدى تأخر انتقال السلطة من المجلس الثوري للنظام السوفيتي، وإخضاع منظمات العمال ونقابات الحرف لمجالس الحزب البلشفي، وسياسات موسكو المركزية إلى استياء الطبقة العاملة متعددة الإثنيات في تبليسي التي كانت من أشد المتعاطفين مع المذهب الشيوعي.